# Spragden
Spragden är en sjö i Kils kommun och Sunne kommun i Värmland och ingår i Göta älvs huvudavrinningsområde. Sjön har en area på 0,089 kvadratkilometer och ligger 198,3 meter över havet.

## Delavrinningsområde
Spragden ingår i det delavrinningsområde (661808-135163) som SMHI kallar för Ovan 661759-135117. Medelhöjden är 132 meter över havet och ytan är 21,81 kvadratkilometer. Det finns inga avrinningsområden uppströms utan avrinningsområdet är högsta punkten. Tolitaälven (Forsnäsån) som avvattnar avrinningsområdet har biflödesordning 3, vilket innebär att vattnet flödar genom totalt 3 vattendrag innan det når havet efter 301 kilometer. Avrinningsområdet består mestadels av skog (51 procent), öppen mark (13 procent) och jordbruk (29 procent). Avrinningsområdet har 0,09 kvadratkilometer vattenytor vilket ger det en sjöprocent på 0,4 procent.